# Réserve naturelle de Moffen

Carte montrant la réserve naturelle de Moffen (entourée), les autres réserves naturelles (violet) et le parc national (en vert) au Svalbard

La réserve naturelle de Moffen est une réserve naturelle qui a été créée le 3. Juin 1983. La réserve naturelle comprend l'île de Moffen et une zone de 300 mètres à partir de la rive ou des écueils à marée basse. La région est un important lieu de repos pour les morses.
La zone de conservation est de forme triangulaire autour de l'île avec un lagon au milieu, presque comme un atoll. Il est situé au nord de 80 degrés de latitude nord, et est souvent libre de glace en été.

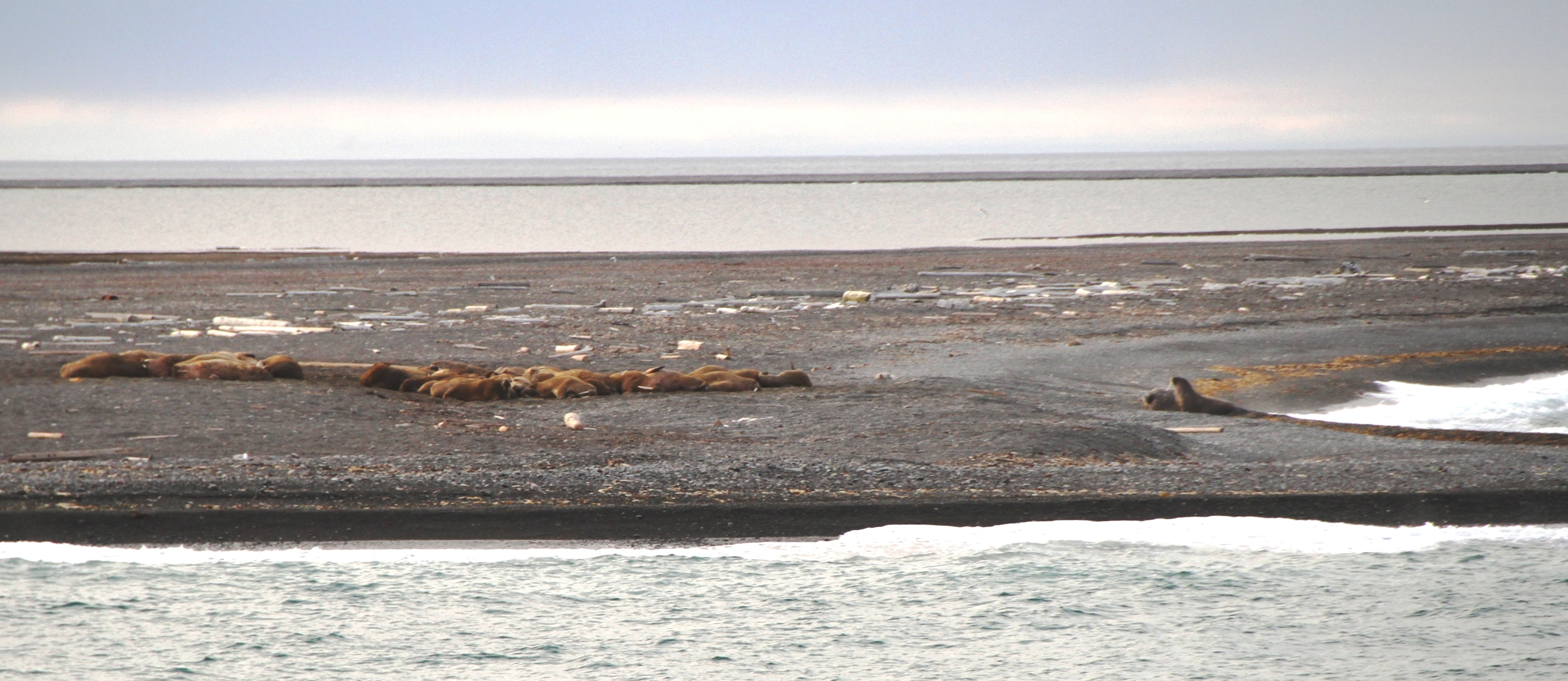
Vue de l'île de Moffen
Carte de l'île